# Meesenburg Gruppe
Die Meesenburg Gruppe ist ein Großhandelsunternehmen und verkauft Produkte an die Hersteller von Bauelementen und das Bauhandwerk. Neben Baubeschlägen für Fenster und Türen, Werkzeugen, Profilen und Dichtungen und Montagematerialien für den Einbau von Bauelementen, hat sich die Gruppe auf Sicherungstechnik spezialisiert.

## Geschichte
Das Unternehmen hat sich im Laufe der Unternehmensgeschichte von Aktivitäten in der Schifffahrt und im Überseehandel, im Einzelhandel sowie Großhandel zum Zulieferer für das holz-, kunststoff- und metallverarbeitende Handwerk, die Industrie und das Gebäude-Management entwickelt. Mit dem dazugehörigen Bereich Sicherheit & Service bietet die Meesenburg Gruppe u. a. Schließ- und Alarmanlagen, Fluchtweglösungen und Sicherheitstechnik für gewerbliche und private Kunden an.
1758 gründete Paul Danielsen die Firma in Flensburg und führte sie bis 1788.  1889 gründete Matthias Meesenburg eine eigene Firma, welche dann die alte Firma Danielsen übernahm. 1986 trat Martin Meesenburg in das Unternehmen ein und übernahm 1989 die Verantwortung für den Großhandel. 1996 wurde eine Tochtergesellschaft in Russland gegründet.
Das erste Sicherheitszentrum (Meesenburg GmbH) entstand 1997 in Flensburg. 1998 trat die Meesenburg Gruppe ins E/D/E (Einkaufsbüro Deutscher Eisenhändler GmbH) ein. 2008 kam ein Standort in Tschechien zur Meesenburg Gruppe. Meesenburg Service wurde 2012 als eigenständiges Geschäftsfeld der Meesenburg GmbH gegründet. Die A. Schween GmbH und Laarmann & Peez GmbH wurden im darauf folgenden Jahr übernommen.

## Produkte und Leistungen
Die Meesenburg Gruppe vertreibt Produkte aus verschiedenen Bereichen, insbesondere Artikel aus den Bereichen Werkzeuge und Maschinen, Schloss und Beschlag, Montage von Bauelementen, Oberflächentechnik, technische Möbelbeschläge und Sicherheitstechnik. Außerdem vertreibt und montiert die Meesenburg GmbH Produkte für die Gebäudeautomation. Die Gruppe bietet außerdem verschiedene Serviceleistungen an. Neben der Fertigung, Montage, Wartung und Instandsetzung von Sicherheitstechnik und Gebäudeautomation sind dies Fachschulungen zu Produkten und deren Anwendung.

## Standorte
Das Unternehmen hat in Deutschland über 30 Standorte. Mit Meesenburg International kommen weitere Standorte in Bulgarien, Kasachstan, Rumänien, Slowakei, Tschechien, Ukraine sowie Belarus dazu.

### Deutschland
- Meesenburg GmbH & Co. KG: Ansbach, Berlin, Bischofswerda, Detmold, Dortmund, Düren, Erfurt, Flensburg, Göttingen-Rosdorf, Greifswald, Gütersloh, Hamm, Heide, Kavelstorf, Kiel, Lübbecke, Magdeburg, Magstadt, Oyten, Oldenburg, Rellingen, Rheine, Sangerhausen, Schkeuditz, Schleswig, St. Ingbert, Stuttgart, Waghäusel, Wolgast
- Meesenburg GmbH – Sicherheit & Service: Berlin, Flensburg, Gütersloh, Hamm, Konstanz, Oldenburg, Schkeuditz
- Laarmann & Peez GmbH: Hamburg

### International
- Meesenburg Bulgaria OOD: Bulgarien – Sofia, Weliko TarnoWo, Plowdiw, Burgas
- Meesenburg Kazakhstan Ltd: Kasachstan – Almaty, Astana, Pawlodar, Schymkent, Oral, Öskemen, Qaraghandy
- Meesenburg Romania SRL: Rumänien – Târgu Mureş, Timișoara, Bacău, Bukarest
- Slowakei – Prievidza
- Tschechische Republik – Kladno
- Meesenburg Ukraine Ltd: Ukraine – Kiew
- MeesenburgBel Ltd.: Belarus – Minsk region.